# Kostas Paskalis
Kostas Paskalis, gr. Κώστας Πασχάλης (ur. 1 września 1929 w Liwadii, zm. 9 lutego 2007 w Atenach) – grecki śpiewak operowy, baryton.

## Życiorys
Studiował śpiew oraz grę na fortepianie i kompozycję w konserwatorium w Atenach. Debiutował w 1951 roku rolą tytułową w Rigoletcie Giuseppe Verdiego na scenie opery ateńskiej, w której występował do 1959 roku. W 1958 roku wystąpił w roli Renata w Balu maskowym w Operze Wiedeńskiej, z którą związał się na stałe do 1979 roku. W 1960 roku śpiewał w Stanach Zjednoczonych, a w 1964 roku kreował rolę tytułową w Makbecie na festiwalu operowym w Glyndebourne. W 1965 roku rolą Carla w Mocy przeznaczenia debiutował w Metropolitan Opera w Nowym Jorku. Występował też w Covent Garden Theatre w Londynie, La Scali w Mediolanie, Teatrze Bolszoj w Moskwie. W 1966 roku wystąpił na festiwalu w Salzburgu jako Penteus w prepremierze opery Die Bassariden Hansa Wernera Hensego.
Wykonywał partie m.in. Mandryka w Arabelli, Escamilla w Carmen, Wolframa w Tannhäuserze, Scarpii w Tosce, Jagona w Otellu, Nabuchodonozora w Nabucco, Posy w Don Carlosie, Don Giovanniego w Don Giovannim.